# 科格萊勞山
48°20′37″N 14°13′54″E / 48.343500°N 14.231572°E

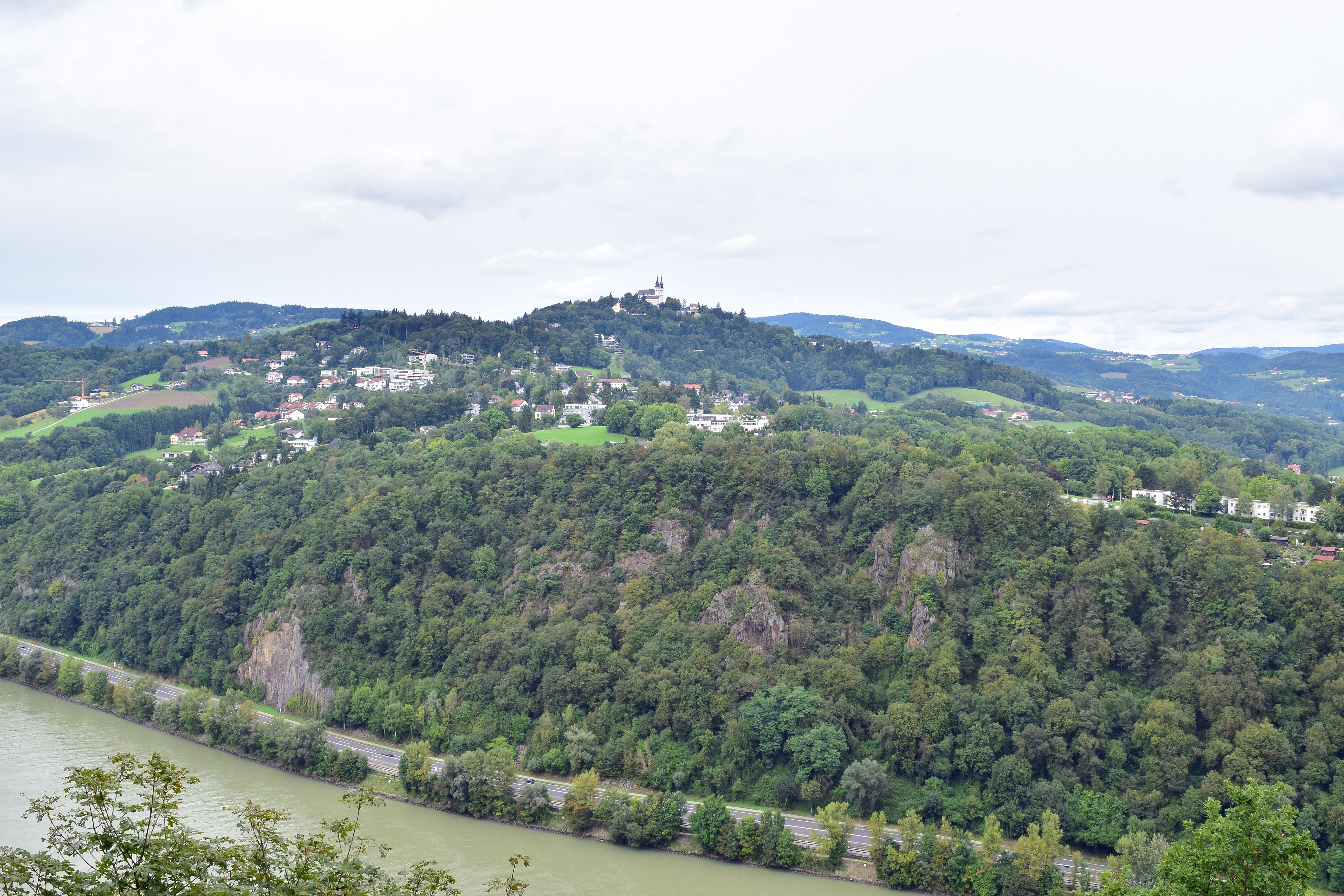

科格萊勞山（德語：Koglerau），是奧地利的山峰，位於該國北部，由上奧地利州負責管轄，屬於波希米亞林山的一部分，海拔高度685米，每年平均降雨量1,298毫米，山體由花崗岩組成。